# T.A.T.u.

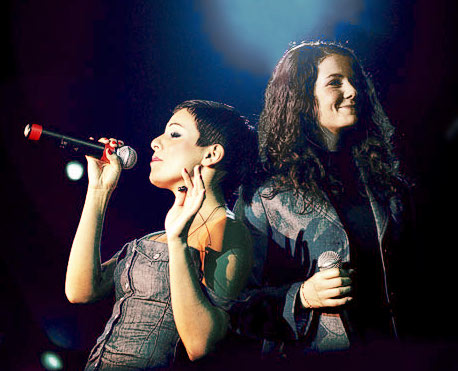
t.A.T.u. op het podium.

T.A.T.u. (in het Russisch Тату) was een Russisch duo gevormd in Moskou in 1999 door Ivan Shapovalov. De groep bestond uit Lena Katina en Joelia Volkova. Met miljoenen verkochte albums wereldwijd waren zij de succesvolste Russische band aller tijden.
In maart 2011 maakten Katina en Volkova bekend uit elkaar te zijn gegaan om zich volledig te gaan bezighouden met hun solocarrières.

## Geschiedenis

### 1998 - 2000 Oprichting van t.A.T.u.
Ivan Shapovalov en zijn vriend/zakenpartner Alexander Voitinskyi werkten plannen uit om een muzikaal project in Rusland te starten. Met dit idee in het achterhoofd organiseerden Shapovalov en Voitinskyi in 1998 audities in Moskou voor vrouwelijke tieners. Daaruit kozen ze tien meisjes, waaronder de ex-leden van de groep Neposedi, Lena Katina en Joelia Volkova. Beide meisjes blonken uit, vooral met hun uiterlijk en vocale ervaringen, maar de producenten besloten om te beginnen met de 13-jarige Lena Katina, die bij haar auditie het lied "It Must Have Been Love" van Roxette ten gehore had gebracht. Katina begon met de opname van verschillende demo's, waaronder "Joegoslavië", een lied over de NAVO-bombardementen op Joegoslavië. Na de verschillende demo's drong Shapovalov erop aan dat er een ander meisje moest aan worden toegevoegd. Uiteindelijk werd Volkova op het einde van 1998 toegevoegd aan de groep.
Na het voltooien van het duo besloten de producenten de naam Тату (Tatu) te gaan gebruiken. Het is een verkorte versie van het Russische "Eta devochka lyubit 'tu devochku", wat "Dit meisje houdt van dat meisje." wil zeggen. Voor de release van hun eerste Engelstalige album besloten ze te gaan voor t.A.T.u., om een onderscheid te maken tussen een reeds bestaande Australische band met de naam "Tatu".
De volgende jaren namen Katina en Volkova liedjes op met hun producenten. Later verliet Voitinskyi het project en Shapovalov koos Elena Kiper als co-producent en co-schrijver voor hun debuutalbum.

### 1998-2003: 200 km/h in the Wrong Lane / 200 Po Vstrechnoi
De eerste single werd voltooid in het najaar van 1999, getiteld Ya Soshla S Uma (letterlijk: "Ik heb mijn verstand verloren", uitgebracht in het Engels als "All the Things She Said"). Het was niet officieel en op single uitgebracht tot december 2000. Het lied beschrijft de onrust in de ziel van een meisje omdat ze verliefd is op een ander meisje. Ze is bang voor de reacties van anderen en ze vraagt haar ouders om vergiffenis. Elena Kiper zei dat het idee voor Ya Soshla S Uma kwam toen ze in slaap viel bij haar tandarts en droomde dat ze met een andere vrouw kuste. Ze werd wakker met de woorden "Ya Soshla S Uma." Ivan voegde de tweede zin van het refrein "Mnye nuzhna Ona" ("Ik heb haar nodig") eraan toe.
In mei 2003 vertegenwoordigde t.A.T.u. Rusland op het Eurovisiesongfestival 2003, waar ze als derde eindigden. De deelname van het lesbische stel was niet onomstreden in het orthodox-christelijke Rusland. Ze besloten om "Ne Ver, Ne Boysia" te zingen, maar vanwege Volkova’s stemproblemen konden ze niet deelnemen aan de voorafgaande repetities. De vrouwen eindigden derde, maar beweerden dat ze zouden hebben gewonnen als de Ierse telefoonstemmen waren geteld. Een technische storing binnen Eircom leidde ertoe dat een jury de punten gaf (het was ook opmerkelijk dat, ondanks een nummer 1-hit in Ierland, ze geen punten kregen van de jury). De jury stemde op de repetities, waar alleen Katina aan deelnam. De vrouwen verklaarden later dat het Eurovisiesongfestival voor beginners is, terwijl zij reeds bekend waren en dat ze enkel deelnamen omdat Rusland het hen vroeg. Rusland protesteerde na afloop tevergeefs tegen het resultaat. In datzelfde jaar zongen ze tijdens een concert in Istanbul Sertab Ereners "Everyway That I Can" (Sertab Erener was de winnaar van het Eurovisiesongfestival dat jaar).

### 2003-2004: Pauze / Reformatie
Op 26 september 2003 brachten ze een nieuwe cd uit met remixen. In november 2003 werd de cd uitgebracht in Rusland, met twee nieuwe nummers en videoclips. De twee nieuwe nummers waren "Prostiye Dvizheniya" en "Ne Ver, Ne Boysia."
Op 24 november 2003 werd de dvd Screaming for More uitgebracht, met onder meer al hun videoclips tot dan toe.
Op 12 december 2003 werd de documentaire Anatomy of t.A.T.u. uitgezonden op de Russische televisie. Uit de documentaire bleek dat de meisjes geen lesbiennes zijn. Verder volgde men de meisjes tijdens hun deelname aan het Eurovisiesongfestival.
In december 2003 brak t.A.T.u. met Ivan Shapovalov en Neformat. In de maanden hiervoor werden t.A.T.u. en Shapovalov gefilmd voor een show op de televisiezender STS. De serie volgde de groep terwijl ze hun tweede album opnamen. De documentaire werd uitgezonden op de Russische televisie van januari tot maart 2004. Er waren veel geruchten rond de splitsing tot de show werd uitgezonden. De meisjes hielden niet van de houding van Shapovalov, die alleen geïnteresseerd was in het creëren van schandalen. Volkova verklaarde: "Hij [Ivan] besteedt meer tijd in het bedenken van schandalen in plaats van zich bezig te houden met het artistieke. Ik weet zeker dat onze fans liever nieuwe liedjes en nieuwe albums willen dan nieuwe schandalen."
In een van de laatste afleveringen praatte Volkova over een terugkeer naar de VS in het voorjaar van 2004 om nieuwe liedjes op te nemen met nieuwe producenten. Echter, al snel daarna werd ze zwanger, en de opnames werden uitgesteld.

### 2004-2006: Lyudi Invalidy / Dangerous And Moving
Op 23 september 2004 werd Volkova moeder van Viktoria (Vika) Paulowna Volkova.
Volkova ging al snel daarna samen met Katina en hun nieuwe producent, Sergio Galoyan, in de studio nieuwe liedjes opnemen. De groep werd geholpen door Universal Music International in het vinden van passende liedjes en in het schrijven van hun nieuwe album.
In augustus 2005 werden "All About Us" en "Lyudi Invalidy" aangekondigd als de eerste singles van respectievelijk het Engelse en het Russische album.
T.A.T.u.'s tweede Engelstalige album werd uitgebracht op 5 oktober 2005 onder de titel Dangerous And Moving. De Russische tegenhanger werd uitgebracht op 19 oktober, getiteld Lyudi Invalidy.
De tweede single die werd uitgebracht was "Friend Or Foe". Kort nadat de videoclip werd uitgebracht, besloot het management de drummer Romand Ratej te vervangen door Steve Wilson en men stelde Domen Vajevec aan als nieuwe bassist.
Op 17 april 2006 keerde t.A.T.u. terug naar de Russische televisie met de show t.A.T.u. Expedition, die werd uitgezonden op het Russische muziekkanaal Muz Tv. De groep werd gevolgd tijdens de release van hun tweede album en tijdens het opnemen van de video voor hun derde single, "Gomenasai", die werd uitgebracht tijdens de uitzending van de show. Op 28 april werd het startschot gegeven van hun Dangerous And Moving Tour. Op 30 augustus 2006 werd op hun website bekendgemaakt dat de meisjes hun platenmaatschappij, Universal / Interscope, hadden verlaten.
Op 21 november 2006 diende de deelrepubliek Komi in Rusland een aanklacht in tegen t.A.T.u. over het album en het nummer "Lyudi Invalidy". Leonid Vakuev, een vertegenwoordiger voor de mensenrechten van Komi, citeerde het boekje van het album: "Mensen met een handicap [Lyudi Invalidy] weten niet hoe het is om een mens te zijn. Ze zijn namaakgoederen in de menselijk vorm. Ze leven niet, maar ze leven in functie ". Katina reageerde: "Natuurlijk hebben we het over mensen die geen ziel en menselijke gevoelens hebben." Op de vraag of ze iets tegen mensen met een handicap heeft, verklaarde ze dat ze het beledigend vindt om te verwijzen naar mensen door die term, en ze voegt eraan toe: "We nemen foto's met elkaar en we zorgen ervoor dat ze voorrang hebben bij concerten."

### 2007-2009: Vesyolye Ulybki / Happy Smiles
Op 17 mei 2007 richtte t.A.T.u. zich tot hun homoseksuele fans: "Toen t.A.T.u.'s tweede album uit kwam, dachten veel van onze homoseksuele fans dat we hen belogen en bedrogen hadden. Dit is niet waar! We hebben dit nooit gedaan en we zijn altijd voorstander geweest voor liefde zonder grenzen." Op 26 mei vlogen de meisjes naar Moskou om deel te nemen aan de Moscow Gay Pride.
Op 12 september 2007 bracht de groep de dvd "Truth" uit. Dit was een opname van hun concert in Sint-Petersburg op 28 april 2006. Het was hun eerste release sinds de groep Universal verliet. Eind 2007 werd "Beliy Plaschik" uitgebracht, de eerste single van hun derde Russischtalige album. Het project werd vervolgens bekend als "Upravleniye Otbrosami", wat zich vertaalt naar "Waste Management". De tweede single, "220", maakte haar radiopremière in mei 2008 en de videoclip werd uitgebracht op hun officiële YouTube-kanaal op 5 juni 2008. "Beliy Plaschik" en "220" stonden allebei op een speciale release, bekend als de "Hyperion-Plate", de allereerste ep van de band. De ep werd uitgebracht op 8 mei 2008 met onder andere muziek, video's, ringtones, wallpapers, … Ter promotie van de ep en hun komende album, trad t.A.T.u. op in Rusland, Dubai, Italië, Egypte en de Verenigde Staten.
Tijdens de release van de "Hyperion-Plate" was "Upravleniye Otbrosami / Управление отбросами" gepland voor juni 2008. Bij de ep zat namelijk een poster met deze releasedatum, samen met een bon voor een korting op het album. De release werd echter abrupt uitgesteld toen de manager van t.A.T.u., Boris Renski, op 5 juni 2008 bekendmaakte dat Joelia Volkova ernstig ziek was. De ziekte van Volkova zorgde voor de annulering van hun concert in Santa Clara, en de zangeres werd niet meer gezien in het openbaar tot de bruiloft van hun producer Sergey Konov, op 5 juli 2008. De groep ging weer aan het werk eind augustus, toen werd bekendgemaakt dat t.A.T.u. het gezicht zou zijn van modeontwerper Marc Jacobs’ wintercampagne in Rusland.
Op 9 september 2008 werd in een persbericht op hun site bekendgemaakt dat het komende album "Vesyolye Ulybki" ( "Happy Smiles") zou gaan heten, in plaats van "Upravleniye Otbrosami" ( "Waste Management"). Het persbericht bevatte ook een lijst met de nummers van het album en een vroege versie van de hoes, maar er werd geen nieuwe releasedatum vermeld. Op 12 september maakte de derde single, "You and I" zijn debuut op de Russische radiozender Love Radio. Het persbericht van de site verdwenen kort daarna, en verscheen terug op 8 oktober met een wijziging van de hoes: het gezicht van de lachende astronaute was verdwenen.
Op 15 oktober kondigde de website van t.A.T.u. aan dat "Vesyolye Ulybki" zou worden uitgebracht op 21 oktober 2008, te beginnen met een actie in twee Soyuz platenzaken in Moskou, waar fans de meisjes konden ontmoeten en hun handtekening konden bemachtigen. Het album kwam ook in voorverkoop op de webwinkel van t.A.T.u.. De liedjes waren ook internationaal beschikbaar op iTunes.
Op 23 oktober verscheen t.A.T.u. op Vladimir Polupanovs "The 7 Premieres" om hun nieuwe album te promoten. Verder werd het dagelijkse leven van de meisjes gevolgd in een nieuwe serie op de website Russia.ru, net zoals dat gebeurde in 2006 met "t.A.T.u. Expedition".
Op 21 oktober 2008 werd "Vesyolye Ulybki" internationaal uitgebracht op iTunes en Amazon.
Op 28 november won t.A.T.u. de MTV Russia Music Award voor Legende van MTV.
In maart 2009 werd op hun website en MySpace bekendgemaakt dat de groep niet langer als een fulltime project zal worden beschouwd en dat Volkova en Katina aan het werken zijn aan soloprojecten. Verder werd er ook vermeld dat er een uitgebreide versie van Happy Smiles zal worden verkocht op hun officiële website. Voor Amazon.com zal een speciale versie gemaakt worden met nieuwe remixen en het album zal worden uitgebracht op vinyl. Ook de releasedatum van t.A.T.u.’s derde videoclip werd bekendgemaakt. Op 17 april werd de videoclip voor Snegopady voor het eerst uitgezonden op MTV Rusland.
Op 10 mei gaven de meisjes een speciaal concert op het Eurovisiesongfestival 2009 in Moskou. Ze traden ook op als intervalact in de 1e halve finale op 12 mei.

### 2009-heden: Waste Management en pauze
Op 13 juli werd de Engelse versie van Snegopady, namelijk Snowfalls, toegevoegd aan de playlist van MTV Baltic. Op 14 juli was het liedje beschikbaar op Amazon.com en iTunes.
Op 30 oktober werd de Engelse versie van Beliy Plaschik, getiteld White Robe, uitgebracht op het YouTube-kanaal van Coquiero Verde Records. Op 30 november verscheen de videoclip op het YouTube-kanaal van t.A.T.u. in hoge kwaliteit. Er werd aangekondigd dat t.A.T.u.'s derde internationale album zou worden uitgebracht onder de naam Waste Management, op 15 december in Brazilië, Argentinië en Chili. Dit werd echter wegens onbekende redenen uitgesteld. Wel werd de Russische versie van Waste Management beschikbaar op de webwinkel van de groep. Op 3 december bereikte de videoclip van White Robe de nummer 1-positie op MTV Brazilië. Op 22 januari 2010 werd op de site van t.A.T.u. aangekondigd dat de Braziliaanse release van Waste Management plaats zal vinden op 25 januari, terwijl het album in Argentinië en Chili op 1 februari zal worden uitgebracht. Ook wordt er gekeken voor een release in Colombia, normaal gezien op 8 maart.
De derde single van Waste Management werd Sparks, de Engels tegenhanger van "220". Op 13 april 2010 verscheen de video op het YouTube-kanaal van t.A.T.u. en werd ze uitgezonden op MTV Brazilië.
Op 11 december 2012 trad t.A.T.u. op bij The Voice Romania met het nummer "All the Things She Said", ter gelegenheid van het tienjarig bestaan van het album "200 km/h in the Wrong Lane".

## Groepsleden

### Huidige
- Joelia Volkova
- Lena Katina
- Sven Martin - Keyboard (2002-heden)
- Troy MacCubbin - Gitaar (2002-heden)
- Steve Wilson - Drum (2006-heden)
- Domen Vajevec - Basgitaar (2006-heden)

### Voormalig
- Roman Ratej - Drum (2003-2006)

## Filmografie
- You and I (2009)

## Tours
- 200 Po Vstrechnoy Tour (2001-2002)
- The Show Me Love Tour (2003)
- Dangerous And Moving Promo Tour (2005-2006)
- Dangerous And Moving Tour (2006-2008)

## Discografie

### Albums
- 200 По Встречной (2001)
- 200 km/h in the Wrong Lane (2002)
- Dangerous and Moving (2005)
- Люди Инвалиды (2005)
- Веселые Улыбки (2008)
- Waste Management (2009)

### Singles
| Jaar | Titel Album                                        | Hoogste positie | Hoogste positie | Hoogste positie | Hoogste positie | Hoogste positie | Hoogste positie | Hoogste positie | Hoogste positie |
| Jaar | Titel Album                                        | BE              | DE              | NL              | AT              | CH              | UK              | US              | RU              |
| ---- | -------------------------------------------------- | --------------- | --------------- | --------------- | --------------- | --------------- | --------------- | --------------- | --------------- |
| 2002 | All the Things She Said 200 Km/h In The Wrong Lane | 2               | 1               | 2               | 1               | 1               | 1               | 20              | -               |
| 2003 | Not Gonna Get Us 200 Km/h In The Wrong Lane        | 12              | 15              | 12              | 5               | 18              | 7               | -               | -               |
| 2003 | How Soon Is Now? 200 Km/h In The Wrong Lane        | 27              | 33              | tip3            | 37              | 21              | -               | -               | -               |
| 2005 | All About Us Dangerous And Moving                  | 11              | 7               | tip5            | 3               | 9               | 8               | -               | 5               |
| 2006 | Friend Or Foe Dangerous And Moving                 | tip3            | -               | -               | -               | -               | 48              | -               | 16              |
| 2006 | Happy Birthday feat. Flipsyde We The People        | 2               | 4               | -               | -               | 11              | -               | -               | -               |
| 2006 | Gomenasai Dangerous And Moving                     | tip15           | 30              | -               | 47              | -               | -               | -               | 75              |
| 2006 | Loves Me Not Dangerous And Moving                  | 2               | -               | -               | -               | -               | -               | -               | 28              |

1994: Joeddiph · 
1995: Filipp Kirkorov · 
1997: Alla Poegatsjova · 
2000: Alsou · 
2001: Moemi Troll · 
2002: Premjer Ministr · 
2003: t.A.T.u. · 
2004: Joelia Savitsjeva · 
2005: Natalja Podolskaja · 
2006: Dima Bilan · 
2007: Serebro · 
2008: Dima Bilan · 
2009: Anastasija Prychodko · 
2010: Pjotr Nalitsj · 
2011: Aleksej Vorobjov · 
2012: Boeranovskije Baboesjki · 
2013: Dina Garipova · 
2014: The Tolmachevy Twins · 
2015: Polina Gagarina · 
2016: Sergej Lazarev · 
2018: Joelia Samojlova · 
2019: Sergej Lazarev · 
2021: Manizja